# Sat-Okh
Sat-Okh (Lange Feder), bürgerlich Stanisław Supłatowicz (* etwa 15. April 1920 oder 1925 in Kanada; † 3. Juli 2003 in Danzig), war polnischer Widerstandskämpfer und Schriftsteller.

## Leben
Laut eigenen Angaben war er Sohn eines Shawnee-Indianers und einer polnischen Mutter, wurde 1920 in Kanada geboren und kam 1937 mit seiner Mutter nach Polen.
Nach Beginn des Zweiten Weltkrieges wurde er von den Deutschen verhaftet. Während des Transports zum Konzentrationslager Auschwitz konnte er fliehen, kämpfte in der polnischen Heimatarmee gegen die deutsche Besetzung und ließ sich nach dem Krieg unter dem Namen Stanisław Supłatowicz nieder. Er arbeitete anfangs als Matrose, ab 1958 begann er Bücher über das Leben der Indianer zu schreiben, die teilweise auch auf Deutsch erschienen. Er starb 2003 in Danzig.

## Werke
- Das Land der Salzfelsen (in der DDR erschienen im Verlag Neues Leben, Berlin 1965, Reihe Spannend erzählt 63, in der Bundesrepublik erschienen im Georg Bitter Verlag Recklinghausen 1969, später als Lizenzausgabe im Otto Maier Verlag Ravensburg, mit Zeichnungen von Gerhard Goßmann)
- gemeinsam mit Antonia Rassulowa: Das Geheimnis des alten Sagamora (Verlag Neues Leben, Berlin 1981, Kompass-Bücherei 276)